# Moliterno (Käse)

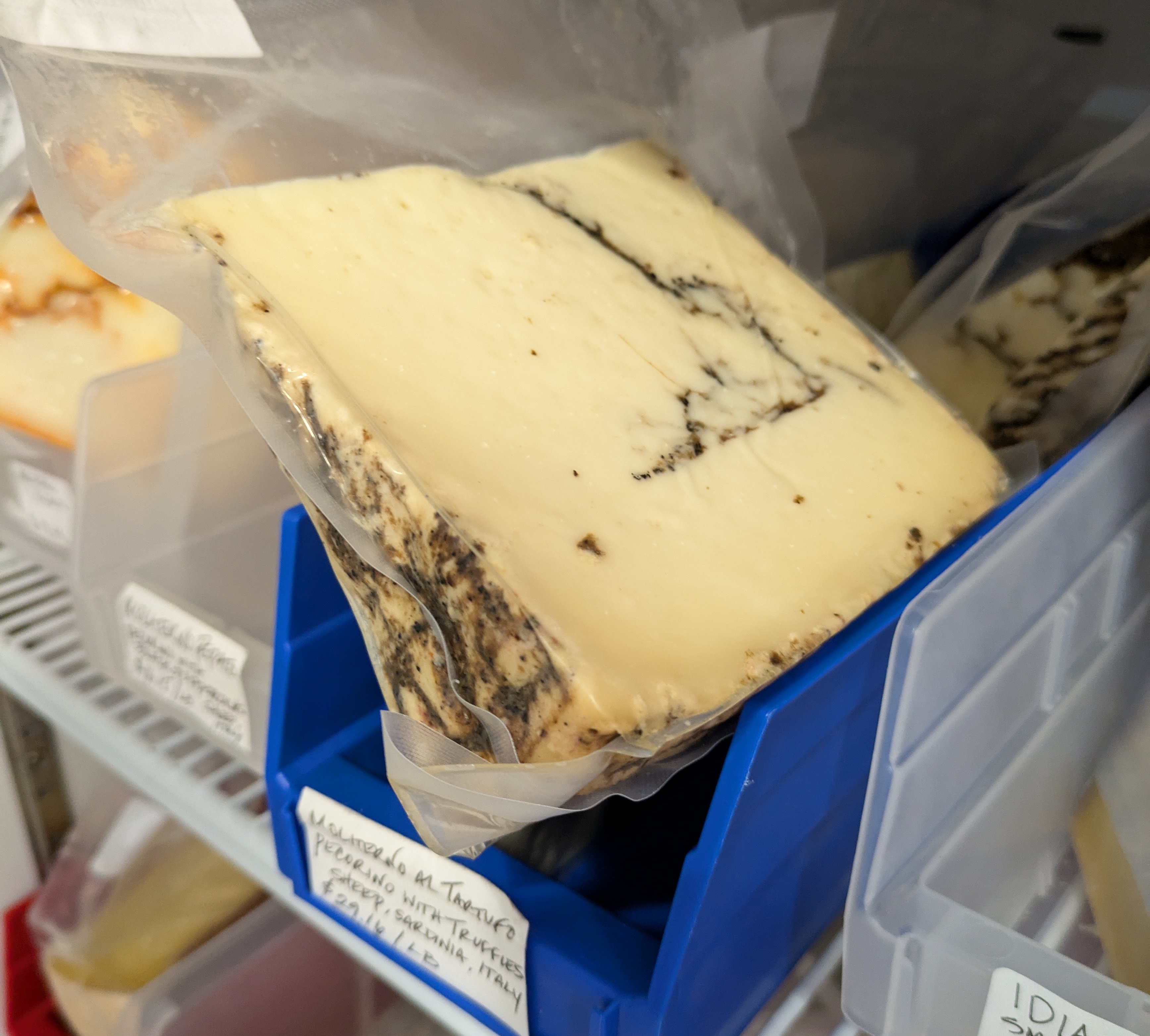
Moliterno mit Trüffel

Moliterno (Lucano: Mulitiernu) ist ein italienischer Filata-Käse, welcher auf ähnliche Art und Weise hergestellt wird wie Caciocavallo und andere Filata-Käse.

## Herstellung
Wird zur Herstellung des Käses nur Schafmilch verwendet, läuft der Prozess anders ab  und der resultierende Käse wird als „Pecorino Moliterno“ oder „Pecorino di Moliterno“ bezeichnet, wobei letzteres sich auf den in der Stadt Moliterno in der süditalienischen Region Basilikata hergestellten Käse bezieht.
Pecorino Moliterno ist ein Hartkäse. Während des Reifungsprozesses wird Olivenöl auf der Oberfläche verrieben, wodurch eine Rinde gebildet wird, die Feuchtigkeitsverlust verhindert. Zum Reifen wird der Käse in Körbe gegeben, in denen er abtropft. Hierbei übernimmt er deren Rillen und erhält so sein typisches Aussehen. So wird er mitunter deswegen auch „Pecorino Incanestrato“ genannt, vom italienischen Wort „canestra“ für Korb.

## Geschichte
Moliterno wurde zuerst in den Regionen Kalabrien und Lukanien in Süditalien hergestellt. Heute wird er in der Region Basilikata im Süden Italiens produziert.